# La Croix
Pour les articles homonymes, voir La Croix (homonymie) et Croix (homonymie).
La Croix est un journal quotidien français, fondé en 1883 par la congrégation de religieux catholiques des Augustins de l'Assomption. Le titre, qui est la propriété du groupe Bayard Presse depuis sa fondation, est en 2023 le sixième quotidien payant de la presse quotidienne nationale française avec 81 789 exemplaires.
Le journal se définit comme chrétien et catholique, même si les choix éditoriaux qui en découlent ont pu évoluer.

## Histoire

### Du mensuel au quotidien (1880-1883)
Si le père Emmanuel d'Alzon (1810-1880), fondateur des assomptionnistes et des oblates de l’Assomption, est à l’initiative de cette publication, le véritable promoteur en est le père Vincent de Paul Bailly.
Le premier numéro de La Croix paraît en 1880 ; il s'agit alors d'une revue mensuelle. La première parution du quotidien a lieu le 15 juin 1883 (journal daté du 16 juin 1883).

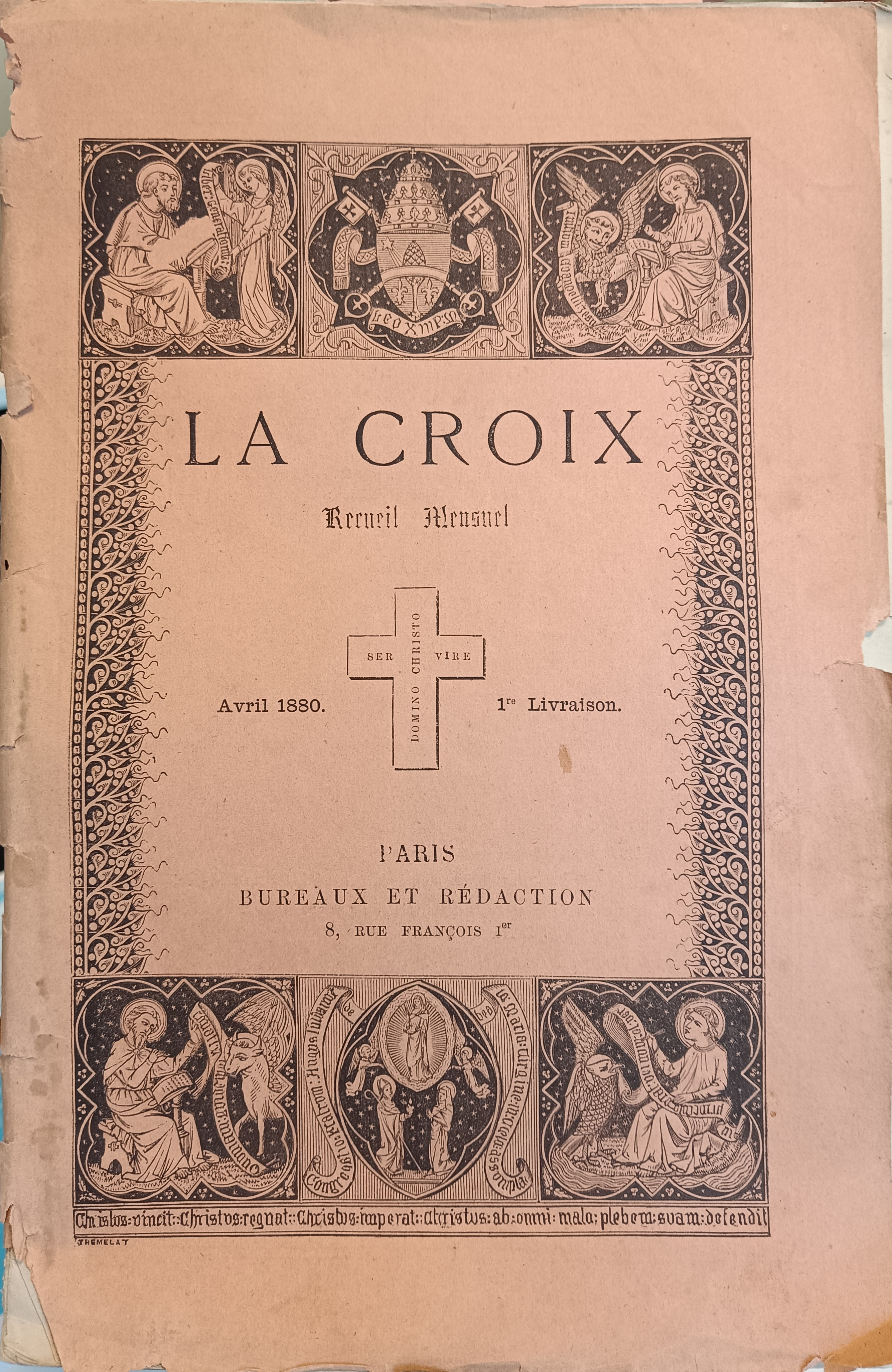
Page de titre de la première livraison de La Croix, alors mensuel, en avril 1880.

### Les origines (1883-1900)

#### L'essor du journal
Le journal La Croix cherche dès le début à se démarquer des autres journaux conservateurs, notamment en pratiquant une politique tarifaire agressive :

« Le coup d'audace consiste à lancer un journal populaire (5 centimes le numéro) à un moment où la « grande » presse des catholiques vise surtout les notables. Ce quotidien se démarque des autres titres de la mouvance conservatrice et contre-révolutionnaire en s’affirmant « uniquement catholique, apostolique et romain », et en refusant de se réclamer d’un courant politique. La Croix est cependant farouchement antirépublicaine et anti-laïque à ses débuts »

Significativement, le prix annoncé en première page est d'un sou (valeur monétaire de l'Ancien Régime, mais aussi appellation populaire) et il faudra l'intervention des pouvoirs publics pour que La Croix, non sans ironie, accepte de modifier le prix affiché en « 5 centimes ».
Pendant plusieurs années, La Croix paraît sous deux formats. Le premier est celui d’un périodique de petit format destiné au lectorat populaire, le second celui d’un journal grand format destiné à un public plus exigeant et plus cultivé. Dès 1890, le journal, comme la plupart des évêques français, est réticent à la politique du Pape Léon XIII (favorable au ralliement à la République), il ironise sur le toast d'Alger du cardinal Lavigerie et publie sans commentaire les premiers textes officiels sur le Ralliement. Néanmoins, à la sortie de l'encyclique Au milieu des sollicitudes du 16 février 1892, par laquelle le pape Léon XIII demande officiellement le ralliement des catholiques à la République et à ses institutions, le journal suit les consignes papales :

« Le pape a parlé. Nous savons désormais la ligne de conduite que doivent suivre les catholiques. […] Nous remercions Dieu d'être catholiques et d'être assurés par là d'avoir, au moment opportun, la lumière qui conduit au salut à Jerusalem. Sit nomen Domini benedictum. »

Le journal poursuit son développement et atteint un tirage de 160 000 exemplaires en 1895.

#### L'affaire Dreyfus et l'antisémitisme du journal
Avec l'affaire Dreyfus, l'antisémitisme ancien et traditionnel du journal — en 1890, il se proclame même « journal le plus anti-juif de France » — devient de plus en plus agressif. Il indique notamment, le 21 juillet 1898 : « Les Juifs, après nous avoir ruinés, divisés, déshonorés, sont en train de chambarder la France, pour le plus grand profit de la youtrerie universelle… Unissons-nous pour chambarder l'omnipotence juive. Et, en attendant de bouter hors de France les Juifs, ces parasites cancéreux, détruisons par tous les moyens leur influence politique, commerciale et financière ».
Lorsque la falsification du colonel Henry est découverte, le quotidien n’en tient pas compte . La Croix publiera la réhabilitation de Dreyfus sans commentaire.
Le quotidien fait également la promotion du livre La France juive d’Édouard Drumont. Cet antisémitisme permet à La Croix d'élargir son lectorat, notamment dans le Nord de la France où le sentiment antijuif est alors très fort.
Après le père Merklen dans les années 1930, La Croix demande pardon pour cette attitude dans l'éditorial du père Michel Kubler datant du 12 janvier 1998 :

« Ainsi écrivait-on, il y a cent ans, dans La Croix. Il faut s'en souvenir. Il nous faut nous en repentir. […] Les rédacteurs de La Croix eurent en ce temps-là une attitude que rien – ni l’antisémitisme général, parfois plus excessif encore, des milieux catholiques, ni l’anticléricalisme odieux d’en face – ne saurait excuser. Ils voulaient sauver Rome et la France ? Ils n'ont fait que salir le Christ qu'ils pensaient servir. En criant “À bas les juifs !”, en se proclamant “le journal le plus antijuif de France”, notre quotidien ne voyait pas qu'il trahissait le crucifix arboré alors si fièrement en première page. »

Le journal publie en 2023 une enquête sur son passé antisémite.

#### La bataille politique autour de la laïcité
Rédacteur en chef de 1883 à 1900, le père Vincent de Paul Bailly, « Le Moine » de son nom de plume, dirigea un journal qui voulait « trancher sur les mœurs graves et un peu compassées des feuilles pieuses du temps. Le peuple connaissait peu la presse quotidienne catholique, trop magistrale pour lui ». Il créa un journal catholique différent : « Rompant avec les traditions, nous donnions des anecdotes parfois triviales, avec des caricatures parfois risquées, mordantes, qui n’épargnaient aucun pécheur, mais toujours accompagnées d’un trait de vérité, emprunté à l’esprit de foi à Jérusalem ».
Mais la Croix avait aussi un objectif politique : créer les conditions d’un gouvernement respectant ou mieux adoptant les valeurs chrétiennes. Cela le conduisit à une bataille frontale avec les partis laïques anticléricaux et à s’engager trop avant dans la recherche d’une impossible coalition de tous les Catholiques.
En septembre 1899, le pape (Léon XIII) reçoit le père Bailly et blâme les orientations de La Croix. Le 13 octobre 1899, le chargé d’affaires françaises auprès du Saint-Siège, Ferdinand de Navenne, rencontre le secrétaire d’État, le cardinal Rampolla, qui l’assure de ce que Léon XIII est attaché au maintien de la politique de Ralliement. Il fait appeler le père Bailly et lui déclare réprouver l’esprit et le ton du journal.
Pourtant ces avertissements sont peu pris en compte par la rédaction, et le journal est bientôt l’objet d’une offensive judiciaire du gouvernement en janvier 1900 puis en appel en mars se déroule le procès de douze assomptionnistes, surnommés les « moines ligueurs » : le P. François Picard, successeur du P. d’Alzon comme supérieur général, les P.P. Vincent-de-Paul Bailly, rédacteur en chef de La Croix, le père Saugrain, économe de la congrégation et neuf autres religieux comparaissent devant le tribunal de la Seine comme mettant en danger l’ordre public et la République, cela surtout parce que le journal La Croix exerce une influence jugée séditieuse. En appel, les légères sanctions prises contre « les moines » seront annulées, mais pas la peine annexe qui est elle très lourde puisque la congrégation est dissoute.
Sur le plan purement religieux,

« Le 17 mars, un message oral de Léon XIII parvient au père Picard : le pape demande aux assomptionnistes de se retirer de la rédaction de La Croix. Le père Bailly se rend dans la salle de rédaction, s’y agenouille puis se retire en essuyant ses larmes. Il ne remettra plus jamais les pieds en ces lieux. »

### Sous le tandem Bouvattier - Bertoye (1900 - 1917)
La congrégation des assomptionnistes, légalement dissoute sous le gouvernement de Pierre Waldeck-Rousseau, sa maison d’édition la Bonne Presse, éditrice de La Croix, est rachetée par l’industriel catholique Paul Féron-Vrau, qui prend alors sa direction. Il œuvre alors au développement de la Bonne Presse et à l’organisation de la diffusion du journal. En octobre 1900, La Croix devient un journal de grand format à 4 pages, en 1907 de 6 pages.
En 1901, Jules Bouvattier (1843-1917), avocat et ancien député, devient rédacteur en chef avec le père Georges Bertoye (1857-1929), officiellement sécularisé, et qui signe « Franc » (probablement en référence à son nom religieux, François d'Assise). Pendant 25 ans, « Franc » s'attelle au travail quotidien du journalisme avec des qualités reconnues : solidité doctrinale, prudence éclairée, sens de l'actualité, avec la volonté inébranlable de défendre les droits de l'Église dans un contexte difficile. Il doit faire face à toutes les polémiques qu'engendrent les grandes questions du temps : aussi bien les affaires internes à l'Église, telles que la condamnation du Sillon, la séparation des Églises et de l'État en France (1905), la condamnation du modernisme par Pie X, la querelle des inventaires que les préoccupations politiques et patriotiques exacerbées par la Première Guerre mondiale.
La Croix revient au petit format lors de la guerre de 1914, en donnant des suppléments ; le retour au grand format ne se fera que le 26 mars 1919.

### La nouvelle influence de Jean Guiraud (1917 - 1927)
Jean Guiraud était devenu une personnalité nationalement reconnue de la résistance catholique à la politique laïque du gouvernement, il avait déjà écrit plusieurs articles pour le journal et son métier de professeur (et d'historien) lui donnait toutes les qualifications nécessaires. C'est donc tout naturellement que le père Emmanuel Bailly, supérieur des assomptionnistes et frère de Vincent, le fondateur du journal La Croix, lui propose la codirection avec le père Bertoye qui a beaucoup œuvré pour cette nomination. Il sera chargé de la politique intérieure et « Franc » s'occupera des sujets religieux. Il reçoit aussi la mission des relations « extérieures » du journal.
Il donna rapidement un ton nouveau au journal. Il va « introduire l’histoire dans La Croix et offrir un important apport documentaire aux lecteurs, les fournissant en argumentaires apologétiques… il fait de sa prose un levier, un instrument de l’organisation catholique contre l’éparpillement. Les lecteurs attendent de lui une direction, des mots d’ordre ». Les pages littéraires feront leur apparition en 1921 (écrites initialement par Jean Guiraud et José Vincent). Mais Jean Guiraud consacre également beaucoup de temps au courrier des lecteurs.
Très vite le nouveau tandem Guiraud - Bertoye s'accorde, chacun respectant scrupuleusement le territoire de l'autre, et le tirage journalier de La Croix retrouve son niveau d'avant-guerre, le dépasse même (160 000 à 170 000 exemplaires). Avec Jean Guiraud, La Croix devient, non seulement un journal d'opinion, mais aussi un journal complet.
Dans les années 1920 La Croix se rapproche de l'Action française et diffuse son idéologie. L'historien Martin Dumont raconte : « Sa volonté de restaurer une monarchie chrétienne, de retrouver une grandeur supposée de la France de l’Ancien Régime, son nationalisme antisémite, tout cela résonne agréablement aux oreilles du quotidien catholique. » Georges Bertoye, apologiste des Protocoles des sages de Sion, écrit au sujet des juifs « cette race, qui n’a pas de patrie, s’efforce de détruire, chez les peuples, le dévouement et l’attachement à leur pays ». Lors de la condamnation de l'Action française par le Vatican, le journal ne reprend pas les propos du pape, et donne même la parole à Charles Maurras. La conséquence est l'intervention de Pie XI, qui en décembre 1927, fait, d'autorité, remplacer le père Bertoye par le père Merklen.
Ainsi se terminait, pour le père Bertoye, 25 ans de dévouement total au journal. Il avait hissé La Croix du statut de journal religieux à celui de « voix de l'Église ».

### Sous le tandem Guiraud - Merklen (1927-1939)
En 1927, le père Léon Merklen, issu d’une grande famille alsacienne, arrive au journal La Croix. À ses débuts, il est assez mal accepté dans l'équipe restée philosophiquement aux thèses de l’Action française et tenu à l'écart des prises de décision importantes. En 1928, il écrit au père Gervais Quenard, supérieur général des assomptionnistes : « Je suis un gêneur. Je joue un rôle, rien de plus. Je ne vois plus quel intérêt on peut avoir à ma présence ici, à La Croix, puisqu’on s’arrange pour m’empêcher d’y avoir aucune influence » (26 septembre 1928). Il finit par obtenir (en 1929), après bien des débats, la direction doctrinale des publications de la Bonne Presse qu'il partageait avec le père Lavigne.
Un des premiers effets de la nouvelle direction est un soutien très clair à la condamnation romaine de l'Action française. Tournant le dos au mouvement de Charles Maurras et renonçant au « nationalisme intégral » et à l'antisémitisme, La Croix va, par exemple, promouvoir de façon active la Jeunesse ouvrière chrétienne (JOC) que l'abbé Georges Guérin avait fondée en France, en s'inspirant du modèle belge de l'abbé Joseph Cardijn. Le soutien affiché par le journal aidera l'Église de France à accepter ce mouvement de laïcs. C'est au P. Merklen que le pape Pie XI confiera son approbation. Au cours d'une audience privée le 3 avril 1929, le pape confie au rédacteur en chef du journal : « Dites à nos chers jocistes que Nous les bénissons, que Nous les aimons ».
Peu à peu, il obtient le départ de ceux qui ne sont pas dans cette ligne, le père Eusèbe Lavigne (en 1931), le père Guy Finaert (en 1932) et les remplace par de jeunes collaborateurs laïcs humbles et dévoués à sa cause. Il fait entrer dans l'équipe de rédaction ses amis de la congrégation, le père Louis Bartz et le père Aurèle Odil en 1930, le père Séraphin Protin en 1934. Ce remplacement lui permet de transformer petit à petit la ligne éditoriale du journal, à son arrivée assez conservatrice, en favorisant l'entrée de collaborateurs « très bien orientés à tout point de vue », c'est-à-dire proches de l'Action catholique et hostiles à l'Action française, tels Claude Roffat, Louis Le Bartz. Un autre personnage va servir fidèlement le père Merklen, Jean Caret ; mais, en réalité, trois personnes successives se cachent derrière ce pseudonyme : en 1931, il y a Émile Coornaert, qui part au bout de quelques mois, puis André Toledano ; enfin, de 1938 à 1940, Jean Letourneau, futur ministre de la IVe République.
Seuls Jean Guiraud et Pierre l'Ermite (pseudonyme de l'abbé Edmond Loutil, curé de l'église Saint-François-de-Sales) résistent. Malgré cela, dans les premières années, la double rédaction Merklen-Guiraud, représente toutes les nuances de la pensée catholique, une impartialité des informations, la charité et des positions conformes à celles de la papauté.
À partir du moment où il a les coudées franches, le p. Merklen fixe quatre objectifs au journal :
- transformation de l'opinion publique
- servir la cause catholique
- formation des militants catholiques pour les rapprocher de la hiérarchie ecclésiale
- propagation des idées catholiques

La nouvelle ligne, celle suivie par le père Merklen, est également plus favorable au rapprochement franco-allemand (les caricatures anti-allemandes disparaissent) tenté à la fin des années 1920 (soutien à Aristide Briand) et à une vision qui est souvent qualifiée de « sociale » ; mais, surtout, le journal va modérer largement ses positions vis-à-vis du pouvoir politique en place, peut-être de crainte de perdre certains avantages acquis pour la congrégation. Ainsi, dans sa lettre du 10 avril 1929, le père Merklen invite Jean Guiraud « prudemment à réfléchir avant d’attaquer Poincaré, Briand et Tardieu au moment où ils desserrent l’étreinte sur l’enseignement congréganiste ». Mais cette nouvelle ligne n'est pas suivie par les lecteurs et, tout au long des années 1930, la diffusion baisse régulièrement pour atteindre environ 100 000 exemplaires à la veille de la guerre. Hostile aux idées de Charles Maurras, le journal le sera tout autant aux fascismes grandissants,.
En 1939, Jean Guiraud remet sa démission. Il faudra attendre 1969 pour voir un autre laïc (André Géraud) accéder à la rédaction en chef. Cette démission, annoncée par un entrefilet assez sec le 11 novembre 1939, ressemble à un limogeage et sera très mal vécue par de nombreux lecteurs.

### Pendant la Seconde Guerre mondiale et dans l'immédiat après-guerre (1939-1949)
Mais le début de la Seconde Guerre mondiale ne laissera pas le temps à la polémique de se développer et voit La Croix se replier à Bordeaux puis à Limoges, Bordeaux ayant été occupé par les Allemands. Le journal continuera de paraître ainsi jusqu'au 21 juin 1944. Il ne sera autorisé à reparaître que le 1er février 1945. Certains reprochent à La Croix sa parution pendant l'Occupation après novembre 1942 ; toutefois, elle fait partie des rares journaux autorisés à reparaître sous son nom d'avant-guerre, grâce au comportement exemplaire de ses rédacteurs, dont un bon nombre est très impliqué dans la Résistance. Le Général de Gaulle écrit dans ses « Mémoires de guerre » : « pour La Croix, qui s’était quelque peu prolongée dans la zone Sud après l’arrivée des Allemands mais dont nombre de rédacteurs participaient à la résistance, je prononçais le Nihil obstat. » En octobre 1948, lors du XXVIIIe congrès de La Croix et de la Bonne Presse, la hiérarchie catholique indique clairement les missions du journal en citant Jean Guiraud en 1936 : « Le journal catholique doit être le haut-parleur des enseignements et des directives qui viennent de Rome ». Le père Merklen restera à sa tête jusqu'à sa mort en 1949. Depuis 45, le journal est très loin d’avoir retrouvé son tirage et son influence d’avant guerre.

### De l'après-guerre au centenaire (1949-1983)
C’est le père Émile Gabel (1908-1968) qui préside à la relance du journal. Rédacteur en chef à partir de 1949, il introduit de nouvelles rubriques, comme le sport, le cinéma, la mode ou le théâtre. Il engage un certain nombre de laïcs issus de la Jeunesse Étudiante Chrétienne (JEC), comme Jean Boissonnat, Noël Copin ou Jacques Duquesne. Sur le plan éditorial, certains notent que le journal « entame un tournant ouvertement progressiste ». Par exemple, La Croix se montre ouvertement favorable aux prêtres-ouvriers, qui seront de fait autorisés après le concile Vatican II. Le 1er février 1956, La Croix paraît pour la première fois sans le crucifix qui orne la une du journal depuis sa création : il s'agit d'élargir la diffusion du quotidien, surtout dans la vente en kiosque, au-delà de son lectorat habituel. L'éditorial du jour précise que « à lui seul, le titre de notre journal, aujourd'hui comme hier, n'est-il pas un drapeau ? ».
Le père Antoine Wenger, rédacteur en chef de 1957 à 1969, est un des rares journalistes à suivre les débats du concile Vatican II (1962-1965) de l'intérieur. Le journal fera beaucoup pour faire connaître ce concile, dans une interprétation exagérément progressiste, proche de celle dénoncée par le cardinal Ottaviani dès 1966 comme « abus grandissants dans l’interprétation de la doctrine du Concile ». Le père Wenger sera également l'un des artisans de la rencontre qui a lieu le 7 décembre 1965 entre le pape Paul VI et le patriarche de Constantinople Athénagoras.
À partir de la période conciliaire, La Croix souhaite être un lieu de débat et de pluralité au sein de l'Église catholique, dans l'esprit de l'Instruction pastorale sur les médias, Communio et Progressio, qui en 1971, reconnaît la pluralité légitime des médias catholiques. Ce positionnement n'est cependant pas sans susciter des incompréhensions ou des tensions, au sein de la hiérarchie épiscopale comme dans la frange conservatrice de l'Église catholique. En 1977, quatre pages centrales réaffirment la positionnement de La Croix  :

« Les chrétiens ont un rôle à tenir, leur foi n'est pas concevable sans une présence, une intervention dans les réalités quotidiennes. Ils sont une des forces vive de l'opinion publique […] Au nom de la claire affirmation de son identité chrétienne, La Croix a à remonter, s'il le faut, certains courants d'opinion […] Par sa seule présence, un journal comme La Croix affirme sans arrogance, sans cléricalisme, dans le respect absolu des convictions et des incertitudes de chacun, qu'enfoui dans le cœur de l'homme, Dieu est comme un surgeon qui repousse inlassablement des arbres que l'on coupe. »

L'époque est secouée par de grandes questions qui vont diviser la société française, comme la décolonisation. Au début de la guerre d'Algérie, La Croix adopte une posture de soutien à la politique des différents gouvernements qui ne parviennent pas à maîtriser la situation. La Croix est l'un des premiers journaux à dénoncer la torture pratiquée lors de la guerre d'Algérie, par l'intermédiaire d'une série d'enquêtes réalisées par Jacques Duquesne et qui paraissent à partir du 8 janvier 1958. Cette dénonciation ne pèse pas sur la diffusion du quotidien, qui progresse même. Elle fracture une partie de son lectorat, qui ne comprend pas la position du journal.
En mars 1968, La Croix sort sous un format tabloïd. En janvier 1972, elle devient La Croix-l’Événement. Le choix de ce nouveau titre dénote une volonté de la rédaction de montrer que le journal est un quotidien comme les autres. Il conserve une audience nationale fidèle puisque 87 % des ventes se font par abonnement. Sa trop faible diffusion avec la modestie des ressources publicitaires, entraînent des déficits d’exploitation, couverts par les bénéfices des autres publications du groupe Bayard presse (le Pèlerin, Notre temps, diverses publications pour enfants, dont Pomme d’api).

### Un journal centenaire
Pour fêter son centenaire en 1983, La Croix-l’Événement se dote d’une nouvelle maquette, beaucoup plus attrayante, ouvre de nouvelles rubriques et voit arriver en 1983 Noël Copin, comme rédacteur en chef et directeur de la rédaction. Le journal va bénéficier de la dimension médiatique qu’a acquise à la télévision (Antenne 2) l’ancien journaliste politique de La Croix. Il reste à la tête du quotidien jusqu’à son départ à la retraite à la fin de 1994. Le nombre des lecteurs du journal continue de diminuer.
Par ailleurs le groupe Bayard investit dans la modernisation de La Croix avec l’introduction de la rédaction électronique et le démarrage, en 1987, d’une banque de données en texte intégral du quotidien. C'est également à cette époque qu'est nommé au sein du quotidien le père Bruno Chenu, assomptionniste, qui assurera la fonction de rédacteur en chef religieux de 1988 à 1997. Œcuménique et ecclésiologue de fondation, il doit définir la ligne du journal lors de plusieurs événements qui traversent l'Église de France en ces années, dont l'affaire Gaillot et l'assassinat des moines de Tibhirine. À la suite du traitement de cette dernière affaire dans La Croix, la famille de Christian de Chergé confiera à Bruno Chenu le soin de publier les textes du testament spirituel du prieur disparu, qui paraîtra sous le titre L'invincible espérance.

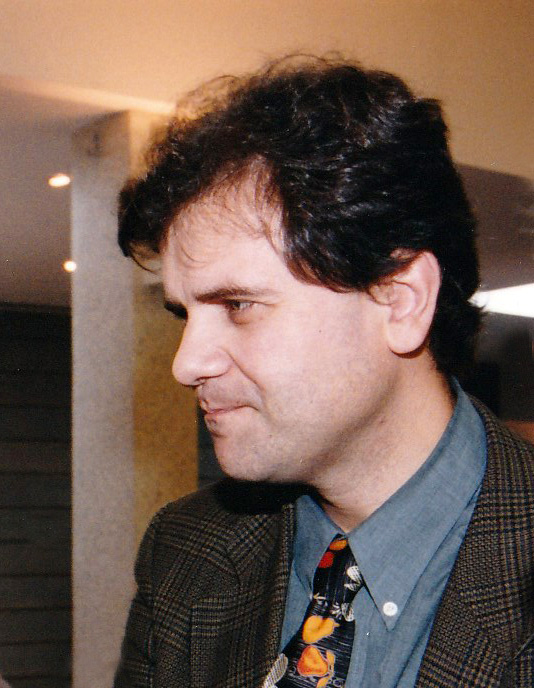
Jean-Christophe Ploquin, alors rédacteur en chef, au Festival international de géographie en 1998.

En 1995, une nouvelle impulsion est donnée par Bruno Frappat, nouveau directeur de la rédaction de La Croix et ancien directeur de la rédaction du Monde. C’est à cette époque que le journal choisit de reprendre son nom originel, La Croix, et de réaffirmer son identité catholique. Alors que l’ensemble de la presse est confronté à une désaffection du lectorat, le choix d'une diffusion le matin (depuis sa création, La Croix était publié le soir), le 11 janvier 1999, a permis à La Croix d’augmenter ses ventes avec une diffusion payée de 103 404 exemplaires en 2005 contre 87 891 exemplaires en 2001 (chiffres OJD). La ligne éditoriale suit celle de l'Église de France, qui cherche comment porter une parole chrétienne dans une société qui se sécularise de plus en plus. Ce qui induit une recherche de plus forte visibilité, alors que l'effort apostolique qui avait suivi le Concile Vatican II avait insisté sur une spiritualité de l'enfouissement. C'est cela que certains appellent les excès de Vatican II. Le journal dialogue aussi avec l'Église institutionnelle, comme en 2000, lorsque l’éditorialiste Michel Kubler déclare son opposition à Dominus Iesus. Mais le quotidien présente toujours explicitement son identité catholique.

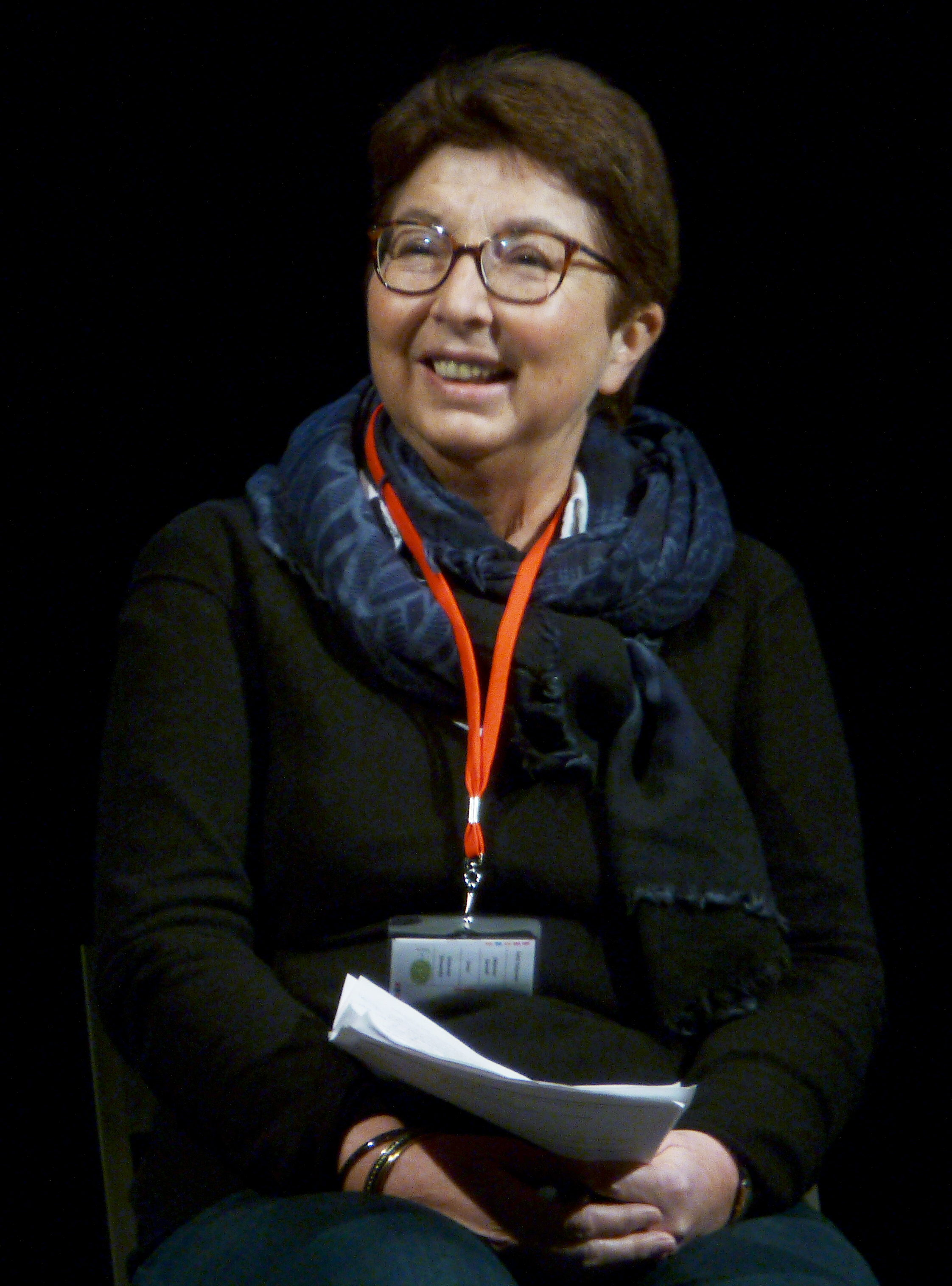
Dominique Quinio, directrice du journal de 2005 à 2015.

En 2005, Dominique Quinio devient directrice de la rédaction du journal. Elle est la première femme à occuper ce poste en France dans la presse nationale. Le 21 novembre 2006, le journal se modernise en proposant une nouvelle formule (évolution de la maquette, sur le plan graphique et dans l’organisation des rubriques). Le site Internet du quotidien, www.la-croix.com, évolue lui aussi. En avril 2011, le quotidien lance une nouvelle formule bi-média pour renouveler son projet éditorial, renforcer le lien avec son lectorat et s'adapter aux nouvelles pratiques des médias. Une nouvelle maquette papier est mise en place et le site Internet www.la-croix.com est renouvelé. Quelques semaines plus tard, des applications smartphones et tablettes sont disponibles.
D'après la frange de l'Église catholique qui s'estime conservatrice, depuis l'élection de Benoît XVI, le journal, qui se dit toujours très attaché au concile Vatican II, a « modéré sa critique vis-à-vis des positions du Saint-Siège » même si elle considère que le journal « reste reconnu pour ses prises de position progressistes ». Pour certains observateurs toutefois, ces catégories, qui sont issues du monde politique, ne sont plus adaptées pour décrire l'Église catholique aujourd'hui.
Une des maximes du journal est « fidélité doctrinale, liberté éditoriale », qui se rapproche d'une phrase du père Emmanuel d'Alzon : « Il faut toujours travailler pour Rome, parfois sans Rome, jamais contre » ; comme le signale Dominique Quinio dans une interview  :

« De tous temps le souci de La Croix a été d’établir un dialogue, de lancer des ponts entre Église et société. Un dialogue, un pont, à double sens : nous devons permettre à la société de mieux entendre et de mieux comprendre ce qui est à l’œuvre dans une institution comme l’Église catholique… Et inversement, il nous faut permettre à des gens qui se situent à l’intérieur de l’Église de mieux comprendre ce monde dans lequel ils vivent. »

Si son traitement de l'information est souvent présenté comme étant plutôt défavorable aux tendances traditionnelles, des articles portent un regard apaisé sur la question rituelle,.
Depuis février 2015, Guillaume Goubert est le nouveau directeur de La Croix.
En mai 2017, puis à nouveau en 2022, La Croix appelle à voter pour Emmanuel Macron au second tour de l'élection présidentielle,.
En juin 2023 La Croix découvre que son site fait l'objet d'une copie sur un site miroir (lacroix.cam) proposant de la désinformation (faux articles de presse) concernant la guerre en Ukraine dans le cadre du développement de l'opération Doppelgänger. En novembre 2023, Anne Ponce est nommée directrice de la rédaction de La Croix en remplacement de Jérôme Chapuis, parti à France Info. En septembre 2024, le site du journal est piraté lors d'une attaque au rançongiciel, dans le contexte d'une réforme des services informatiques du groupe Bayard, en proie à un déficit structurel depuis 2020.
En novembre 2024, la rédaction se met en grève pour protester contre la nomination d'Alban du Rostu comme directeur de la stratégie et du développement. Ancien consultant chez McKinsey, les syndicats de journaliste lui reprochent d'avoir travaillé aux côtés du milliardaire Pierre-Édouard Stérin. Après l'échec d'une rencontre entre les deux parties, la direction du groupe renonce finalement à nommer Alban du Rostu mais maintient la décision d'ouvrir un poste de directeur de la stratégie,. De son côté, Alban du Rostu regrette le procès d'intention et les fausses informations qui ont circulé à son encontre.

## Diffusion
Voici la diffusion de La Croix, selon les données de l'ACPM,.
| Année                                          | 2009    | 2010    | 2011    | 2012    | 2013    | 2014    | 2015    | 2016    | 2017    | 2018     | 2019     | 2020     | 2021      | 2022      | 2023      | 2024      |
| ---------------------------------------------- | ------- | ------- | ------- | ------- | ------- | ------- | ------- | ------- | ------- | -------- | -------- | -------- | --------- | --------- | --------- | --------- |
| Diffusion France payée                         | 95 130  | 94 439  | 93 586  | 94 122  | 94 673  | 93 149  | 92 280  | 91 467  | 89 558  | 87 260   | 87 682   | 86 440   | 84 562    | 83 485    | 81 789    | 81 113    |
| Évolution                                      | -       | - 0,7 % | - 0,9 % | + 0,6 % | + 0,6 % | - 1,6 % | - 0,9 % | - 0,9 % | - 2,1 % | - 2,62 % | + 0,48 % | - 0,64 % | ▼ −2,17 % | ▼ −3,28 % | ▼ −0,83 % | ▼ −1,27 % |
| Diffusion totale (gratuits et étranger inclus) | 103 738 | 106 151 | 107 022 | 105 599 | 105 069 | 102 372 | 100 632 | 100 831 | 100 012 | 97 009   | 100 259  | 96 789   | 95 075    | 91 762    | 89 735    | 86 682    |

À fin novembre 2024, La Croix revendique 21 849 abonnés purement numériques.

## Résultats financiers
Au 30 juin 2018 Bayard Presse a réalisé un chiffre d'affaires de 185 937 000 € avec une perte de 2 044 000 € et un effectif (donnée au 30/06/2017) de 860 collaborateurs.
En 2022, La Croix est le 2e média recevant le plus de subventions d'aides à la Presse en France avec 5,3 millions d'euros d'aide directe.
En 2024, le résultat de La Croix est négatif à −2,5 millions d'euros.

## Récompenses
En 2012, le journal a été classé second meilleur quotidien national derrière Libération au même classement.
En septembre 2014, La Croix reçoit à nouveau le prix CB News en tant que « meilleur quotidien national ». En septembre 2019, La Croix reçoit à nouveau le prix CB News, cette fois en tant que « meilleur titre de presse 2019 ».

## BaromètreLa Croix
Le « Baromètre de confiance dans les médias » a été lancé en 1987 par le journal La Croix avec l’institut de sondages Kantar (ex-TNS Sofres). En 2021, en pleine pandémie de Covid-19, il montre un regain de confiance de la population française pour l’information, les médias privilégiés et le jugement sur le travail des journalistes. Ce baromètre est sous la responsabilité du directeur de la rédaction du quotidien (Guillaume Goubert en 2021).

## Collaborateurs connus
- Jean Guiraud
- Paul Fesch
- Joseph Rozier
- Antoine Wenger
- François Mauriac
- Jean Guitton
- Joseph Folliet
- Étienne Borne
- Daniel-Rops
- Pierre de Boisdeffre
- Théophile Desdouits
- Émile Poulat
- Alfred Grosser
- Paul Nourrisson
- Jacques Duquesne
- Jean Offredo
- Henri Tincq
- Noël Copin
- France Quéré
- Jean-Yves Calvez
- Bernard Lecomte
- Vincent Hugeux
- Bertrand Revillion
- Bruno Frappat
- Jean Boissonnat
- Guillaume de Fonclare
- Guy Gilbert
- Dominique Quinio
- Geneviève Jurgensen
- Isabelle de Gaulmyn
- Jérôme Chapuis
- Wiaz
- Loup Besmond de Senneville
- Edmond Loutil